# István Bittó
István Bittó de Sárosfalva (Sárosfa, 3 maggio 1822 – Budapest, 7 marzo 1903) è stato un politico ungherese, primo ministro dell'Ungheria dal 1874 al 1875.

## Biografia
Nacque in una nobile famiglia ungherese, suo padre fu Benjámin Bittó, vicegovernatore di Bratislava, e sua madre Mária Nagy di Lidértejed. I genitori ebbero quattordici figli, ma soltanto sei sopravvissero fino all'età adulta. István frequentò il Piarista Gimnázium a Budapest per poi laurearsi in giurisprudenza e ottenere l'abilitazione all'esercizio dell'avvocatura nel 1843. Sposò la cugina Irma (1839-1921) e non ebbe figli. 
 
Nel 1875 il pittore Miklós Barabás ha realizzato un suo ritratto.

Morì a Budapest nel 1903, a Terézváros, ed è sepolto nella tomba di famiglia a Sárosfa.

## Carriera politica
Tra il 1848 e il 1849 si schierò a favore dei ribelli ungheresi durante la Guerra d'indipendenza ungherese contro l'Impero asburgico, sostenendo il Partito della Pace. Tuttavia l'impresa fallì e István fuggì prima a Varna, poi a Istanbul, quindi visse in Francia (1849-1851), lavorando a Parigi come segretario dell'associazione degli emigranti guidata dal rettore László Teleki (1851). Dopo aver ottenuto l'amnistia, tornò in patria lavorando nella sua tenuta di Drávafok, avendo l'obbligo di non abbandonare la residenza (1851-1855). Successivamente tornò in politica al seguito di Ferenc Deák e divenne membro del Parlamento ungherese (per la circoscrizione di Szigetvár, marzo-aprile 1861 e 1865-1868; per la circoscrizione di Abrudbánya, dal 1868 al 1875); in questo periodo fu vicepresidente della Camera dei rappresentanti (1° maggio 1869-4 agosto 1870), primo vicepresidente (4 agosto 1870-10 giugno 1871) e, contemporaneamente, presidente della delegazione di compromesso dalla parte ungherese (1870) nel periodo immediatamente successivo all'Ausgleich, il compromesso austro-ungarico. 

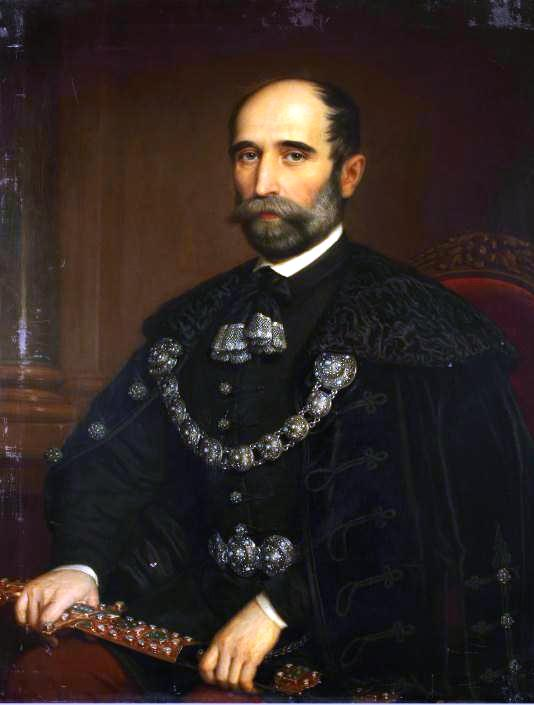
Bittó nel 1875 (Barabás).

Fu in seguito Ministro della Giustizia nei governi Andrássy e Lónyay (5 giugno 1871 - 4 settembre 1872), Presidente della Camera dei Rappresentanti (10 settembre 1872 - 23 marzo 1874) e infine Primo Ministro (21 marzo 1874 - 2 marzo 1875). Come Primo Ministro, il suo compito principale fu quello di preparare la fusione tra il Partito Deák e il Centro-Sinistra, ma dopo le sue dimissioni, si unì presto all'opposizione e partecipò alla vita pubblica come rappresentante del partito di György Apponyi (1875 - 1881). 

Fu infine Membro a vita della Camera dei Lord (7 agosto 1899 - 7 marzo 1903) e Presidente dell'Istituto Nazionale di Credito Agrario dei Piccoli Proprietari (1881 - 1903).